# Rava (Zára)
Rava falu Horvátországban Zára megyében. Közigazgatásilag Zárához tartozik.

## Fekvése
Zárától légvonalban 17 km-re délnyugatra, az azonos nevű sziget középső részén fekszik. Rava szigete Iž és Dugi szigete között található, területe 3,63 km², délnyugatról a Ravai-csatorna, északkeletről az Iži-csatorna határolja. A sziget partja tizenhárom tengeröblével az összesen tizenöt kilométer hosszú partot tekintve rendkívül tagolt. Legmagasabb pontja a 98 méter magas Babićovac. A sziget területét szárazon rakott falakkal osztották részekre. A szigeten az idők során két település fejlődött ki, a középen fekvő Vela Rava és az északnyugati részen fekvő Mala Rava. Vela Rava a sziget egyik magaslatán települt, de újabban a tengerparton is épült mintegy húsz ház. Vela és Mala Ravát mintegy két kilométer hosszú betonozott út köti össze, amely a régi út nyomvonalán halad.

## Története
A szigetet a 13. században említik először, amikor a történeti források a zárai Raua családot is említik akiknek 1269-ben birtokuk volt itt. Ennek a családnak a szomszédos dugi szigeti Dragovén is volt birtoka a 14. században. Rava Nagyboldogasszony templomát és Cvitko nevű plébánosát 1391-ben említik először. 1460-ban azonban már a szintén dugi otoki Luka plébániájának volt alárendelve. Ezt erősíti meg az 1579-es egyházi vizitáció is amelyben az áll, hogy Raván a vasárnapi istentiszteletet és a szentségeket a lukai Szent István plébánia (“Sancti Stephani Vallis de Lucha”) szolgáltatja. Ravának csak 1613-ban lett önálló káplánja, ettől az évtől vezették anyakönyveit is. A mai plébániatemplomot 1629-ben építették. Az 1579-es vizitáció szerint Ravának 100 lakosa volt. Az 1603-as vizitációban 20 családot és 70 áldozót említenek, ami ismét mintegy 100 lakost jelentett. 1608-ban 154 lakosa volt. 1760-ban 24 család élt itt 176 fővel. 1857-ben 173, 1910-ben 400 lakosa volt. Iskoláját 1914-ben nyitották, de az 1990-es évek közepén bezárták. Az első világháborút követően előbb a Szerb-Horvát-Szlovén Királyság, majd Jugoszlávia része lett. Lakossága különösen az 1970-es években csökkent jelentősen, amikor a fiatalok közül sokan a nagyobb ipari városokba, Zárára és Fiumére költöztek, míg mások a könnyebb kenyérkereset reményében Amerikába, Ausztráliába vándoroltak ki. A ravaiak 1991. augusztus 17-én és 18-án ünnepelték a plébániatemplom fennállásának hatszázadik évfordulóját. Ez alkalomból Marijan Oblak zárai érsek a szomszédos plébániák papjaival tartott koncelebrációs mise keretében új templomi zászlót szentelt fel, amelyet a Raváról elszármazott kivándoroltak adományoztak a templomnak. A falunak 2011-ben 117 lakosa volt. A településen bolt és posta működik.

## Lakosság
| Lakosság változása | Lakosság változása | Lakosság változása | Lakosság változása | Lakosság változása | Lakosság változása | Lakosság változása | Lakosság változása | Lakosság változása | Lakosság változása | Lakosság változása | Lakosság változása | Lakosság változása | Lakosság változása | Lakosság változása | Lakosság változása |
| ------------------ | ------------------ | ------------------ | ------------------ | ------------------ | ------------------ | ------------------ | ------------------ | ------------------ | ------------------ | ------------------ | ------------------ | ------------------ | ------------------ | ------------------ | ------------------ |
| 1857               | 1869               | 1880               | 1890               | 1900               | 1910               | 1921               | 1931               | 1948               | 1953               | 1961               | 1971               | 1981               | 1991               | 2001               | 2011               |
| 173                | 219                | 247                | 335                | 400                | 400                | 491                | 375                | 411                | 371                | 305                | 234                | 147                | 120                | 98                 | 117                |

## Nevezetességei
A Nagyboldogasszony tiszteletére szentelt plébániatemplomát 1629-ben építették. Kőből épített egyhajós épület háromszögű oromzattal és három oltárral. A főoltáron a Nagyboldogasszony szép, régi képe látható. Az oltár előtt a rabi Dominis család latin feliratos sírkőlapja látható 1606-ból. A templom homlokzatán jobb oldalon kis domborművön Szűz Mária látható két angyallal. A templom körül temető van. A plébániaházat 1860-ban építették. A templomban néhány régi glagolita betűs misekönyv és breviárium található. Máig fennmaradt egy régi népi glagolita énekeskönyv is.

## Galéria
- A Lokvina-öböl Mala Raván
- Csónakok a Lokvina-öbölben
- A Lokvina-öböl
- A Grbavac-öböl
- A Marnjica-öböl
- A Grbačina-öböl